# こまばアゴラ劇場
こまばアゴラ劇場（こまばアゴラげきじょう）は、東京都目黒区にあった小劇場。劇団青年団の主宰である劇作家・演出家の平田オリザが支配人（オーナー）兼芸術監督を務めた。

## 沿革
映画監督の大林宣彦が「大作映画ではなく、自分の思うがままに作った映画を自分と同じような感性を持った人たちに見てもらいたい。その映画を自前の劇場で5年でも10年でも気ままに上映して、後の世代の人に見てもらいたい」と1984年に映画館として建設。「将来は、映画のプロデュースもやって、いい作品は永久に"アゴラ"の中に閉じ込めておきたい」と夢を語った。こけら落しは大林の『廃市』だった。
当初は貸し小屋業務（賃貸料を取って劇団に劇場を貸す日本の従来の劇場システム）として営業していたが、2003年よりこれを停止し、劇場で行われる全公演を「こまばアゴラ劇場プロデュース」とした新システムへと変えた。年に2回、翌年度のラインナップ募集を行い、芸術監督の平田オリザとプログラム・オフィサーにより年間のプログラムを選定していた。
2007年より毎年6 - 7月に、「理生さんを偲ぶ会」主催の「岸田理生アバンギャルドフェスティヴァル（リオフェス）」が約10日間開催されていた。
2013年度には助成金の減額により制度全体の維持が難しくなり、一般貸出を再開していたが、「劇場を通じての若手劇団を支援する」システムは継続した。若手劇団には青年団の俳優やスタッフが協力する体制も取っていた。
踊る大捜査線シリーズで知られる本広克行が監督を務めた青春映画『幕が上がる』（2015年2月28日公開）の一部が同劇場で撮影された。
2023年12月1日、開場時の負債が残っており債務超過になる前に資産を処分することとし、2024年5月末での閉館を発表した。

## 所在地
〒153-0041 目黒区駒場1-11-13

## 関連記事
- 「育てる劇場こまばアゴラの一石　芸術総監督の平田オリザさん　役割考え続け　『貸し館』やめ主催公演で若手紹介　『政策支援金』も」……朝日新聞2024年3月28日朝刊24面・文化面　増田愛子記者